# ユラユラ揺れる
『ユラユラ揺れる』（ユラユラゆれる）は、Bon-Bon Blancoの10枚目のシングル。

## 内容
- bouncy records移籍第1弾及び約1年半年ぶりにリリースした本作は日本テレビ系「恋愛部活」8月度エンディング・テーマ。初回盤は写真集付き。

## 収録曲

### 初回盤
1. ユラユラ揺れる
作詞：佐々木美和 作曲・編曲：大島こうすけ
2. 100mileの南風にのって
作詞：佐々木美和　作曲・編曲：小澤正澄
3. ユラユラ揺れる(inst.)

### 通常版
1. ユラユラ揺れる
2. 100mileの南風にのって
3. free bird
作詞：佐々木美和　作曲・編曲：大島こうすけ